# Mulot pygmée
Apodemus uralensis
Espèce
Statut de conservation UICN

 LC  : Préoccupation mineure
Le Mulot pygmée (Apodemus uralensis) est une espèce de mammifère rongeur de la famille des muridés.